# 1752
1752 (MDCCLII) fue un año bisiesto comenzado en sábado según el calendario gregoriano.

## Acontecimientos

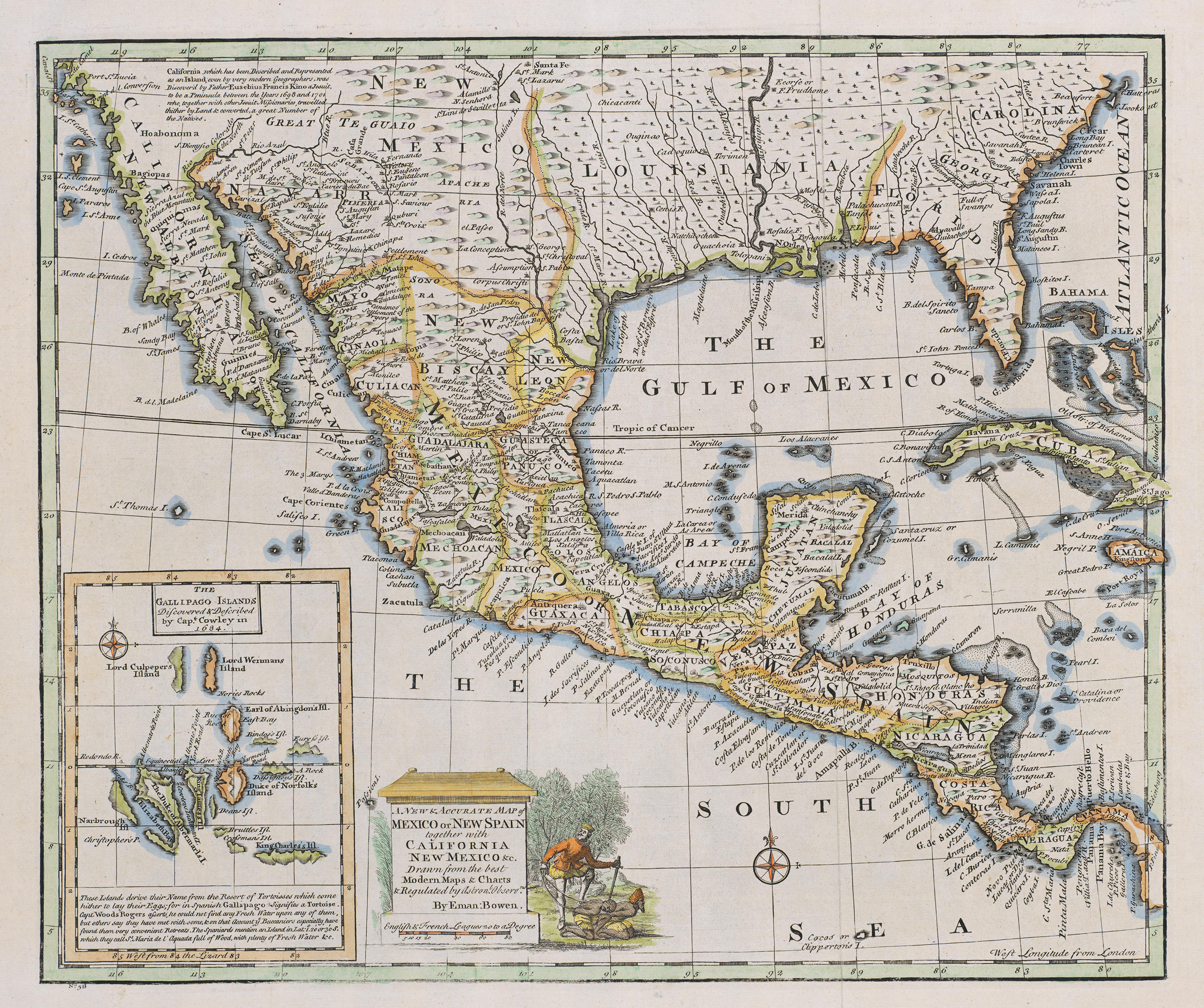
Mapa de Nueva España en 1752

- 5 de febrero: Fuerzas franco-españolas derrotan a los británicos y toman Menorca.
- 13 de junio: en el marco de la guerra franco-indígena (1754-1763), los iroqueses y los delawares al sur del río Ohio firman el Tratado de Logstown, por el que ceden todas sus tierras a la colonia británica de Virginia.
- 14 de septiembre: el Reino Unido adopta el calendario gregoriano, haciendo que el 2 de septiembre sea seguido por el 14 de septiembre.
- 24 de diciembre: en Madrid (España) se experimenta por primera vez el alumbrado público de las calles con luces de aceite.
- El rey Fernando VI de España permite por primera vez que personas ajenas a la Corte se instalen a vivir en Aranjuez (provincia de Madrid), con lo que se trata de su nacimiento como ciudad.
- Benjamin Franklin descubre la naturaleza eléctrica del rayo.

## Nacimientos
- 24 de enero: Muzio Clementi, compositor italiano (f. 1832)
- 7 de julio: Joseph Marie Jacquard, inventor francés.
- 18 de septiembre: Adrien-Marie Legendre, matemático francés (f. 1833)
- 6 de octubre: Mariano Salvatierra, escultor español (f. 1808)
- 2 de noviembre: Andrey Razumovsky, conde y diplomático ruso (f. 1836)

## Fallecimientos
- 4 de enero: Gabriel Cramer, matemático suizo. (n. 1704)
- 4 de enero: Matheo Espinoza, Escritor italiano.(n. 1676)